# Sustancia blanca
La sustancia blanca (o materia blanca) es una parte del sistema nervioso central compuesta de fibras nerviosas mielinizadas (cubiertas de mielina). Las fibras nerviosas contienen sobre todo muchos axones (un axón es la parte de la neurona encargada de la transmisión de información a otra célula nerviosa). La llamada sustancia gris, en cambio, está compuesta por los somas y cuerpos neuronales, que no poseen mielina, y se la relaciona más con el procesamiento de la información. La materia blanca, que por largo tiempo se pensó que era un tejido pasivo, afecta activamente en cómo aprende y funciona el cerebro. Mientras que la materia gris está asociada principalmente con el procesamiento y el conocimiento, la materia blanca modula la distribución de los potenciales de acción, actuando como un transmisor y coordinando la comunicación entre las diferentes regiones del cerebro.
En el encéfalo la sustancia blanca está distribuida en el interior, mientras que la corteza encefálica y los núcleos de las células del exterior se componen de sustancia gris. Esta distribución cambia en la médula espinal, en donde la sustancia gris se halla en el centro y la blanca en el exterior o periferia.

## Estructura de la sustancia blanca
La sustancia blanca de la médula espinal está compuesta por una gran cantidad de fibras nerviosas, y células de la neuroglias. En un corte transversal se observa su disposición alrededor de la sustancia gris. Su color se debe a la presencia de una gran proporción de fibras mielínicas que corren longitudinalmente, aunque también existe cierta cantidad de fibras amielínicas. Las fibras nerviosas de la sustancia blanca se encargan de unir los segmentos medulares entre sí, y la médula espinal con el encéfalo.
Las fibras de las raíces posteriores que llegan hasta el cuerno posterior presentan diferentes morfologías según el estímulo que ellas transmitan:
- Fibras exteroceptivas: Transmiten aferencias exteroceptivas. Son de pequeño calibre y poco mielínicas.
- Fibras propioceptivas: Son más gruesas y mielinizadas.

Las fibras de la raíz posterior toman contacto con las neuronas del cuerno anterior directamente o a través de interneuronas cuyos somas se encuentran en el cuerno posterior. Los axones de las interneuronas cruzan por la comisura blanca anterior y por la comisura gris para sinaptar con las motoneuronas del lado opuesto (base de los reflejos segmentarios cruzados).
En la médula espinal existen tres niveles fundamentales de organización:
- Segmentaria, base de las actividades reflejas segmentarias representadas en el arco reflejo.
- Intersegmentaria, que enlaza los mecanismos segmentarios.
- Suprasegmentaria, por la cual las actividades medulares son coordinadas por los centros encefálicos superiores.

La sustancia blanca medular está formada por 3 cordones que se nombran según su localización:
- Cordón anterior: Se ubica entre la fisura mediana ventral y surcos ventrolaterales. Posee tractos motores que también controlan movimientos asociados a los voluntarios.
- Cordón lateral: Se ubica entre surcos ventrolaterales y dorsolaterales. Contiene fascículos relacionados con los movimientos voluntarios, tracto corticoespinal lateral (de la médula) así como fascículos relacionados con la sensibilidad.[4]
- Cordón posterior: Se ubica entre surco mediano dorsal y surcos dorsolaterales. En la región cervical y torácica alta, gracias a la presencia del surco intermedio dorsal, queda subdividido en dos fascículos o tractos: el fascículo grácil (medial) y el fascículo cuneiforme (lateral), los cuales contienen fibras ascendentes pertenecientes al tacto epicrítico, propiocepción consciente y sensibilidad vibratoria. Los cordones posteriores están totalmente separados por el tabique mediano posterior, que va desde el surco mediano posterior hasta la comisura gris posterior.[4]

A su vez, los cordones se dividen en fascículos o tractos.